# Synagogue Agudas Achim (Livingston Manor)
La synagogue Agudas Achim de Livingston Manor est située sur la Rock Avenue à Livingston Manor dans l'État de New York (États-Unis). Elle a été construite dans les années 1920 pour répondre à la demande d'une communauté juive croissante dans la région des Montagnes Catskill. 
La communauté a été fondée comme une communauté orthodoxe non officielle, accueillant divers groupes de Juifs locaux, dont certains ne sont  pas orthodoxes. La synagogue, construite deux ans après la fondation de la communauté, combine des caractéristiques de synagogues d'Europe de l'Est, reflétant les origines nationales de ses fondateurs avec  des traits d'anciennes églises protestantes que l'on trouve dans cette région,  et quelques aspects de synagogues contemporaines du Comté de Sullivan. 
Après une période de déclin dans les décennies qui ont suivi la Seconde Guerre mondiale, à la suite des fermetures de nombreuses stations de vacances locales, Agudas Achim devient officiellement une communauté réformée afin d'accueillir de nouveaux membres. De nos jours, elle tient des offices tout au long de l'année et possède plus de membres qu'à aucun autre moment de son histoire.  Le bâtiment est resté architecturalement intact  depuis sa construction et depuis le 19 novembre 1998, il est inscrit sur la liste du Registre national des lieux historiques sous la référence: 98001404.

## Le bâtiment
La synagogue est située à quelques blocs du centre de Livingston Manor, sur la partie ouest de Rock Avenue, l'ancienne New York State Route 17, au sommet d'une petite montée entre Little Beaver Kill et Willowemoc Creek, les deux rivières qui convergent au hameau non incorporé. Le voisinage est semi-résidentiel et commercial. Derrière la synagogue, se trouve un petit bosquet d'arbres; la colline à l'est, derrière les maisons sur Wright Street, qui quitte Rock au sud de la synagogue est boisée.  

### Extérieur du bâtiment
Le bâtiment d'un niveau, est construit selon la technique de l'ossature plate-forme sur un sous-sol surélevé en béton crépi rainuré, séparé du premier niveau par un rejéteau en bois. Il est revêtu de stuc brut avec des petits morceaux de verre incrusté. Le toit à pignon est recouvert de bardeaux  de bitume. 
Sur la façade Est, est situé un pavillon d'entrée central sur deux niveaux en avant-corps, avec  un escalier en béton à pente raide, conduisant à un porche avec un toit à pignon. Sur son tympan est  inscrite en grosses lettres l'inscription "AGUDAS ACHIM".  Le porche est surmonté d'un oriel dont le toit en croupe est percé sur les deux côtés par une courte tourelle carrée à toit pyramidal. Sur la façade de l'oriel, une grande fenêtre circulaire centrale avec une étoile de David, est flanquée de chaque côté par une fenêtre rectangulaire à guillotine plus petite.  Au-dessus de l'oriel, une ouverture semi-circulaire à persienne occupe le haut du pignon.  
Le pavillon sur la façade principale renvoie à une avancée plus petite sur la façade ouest à l'arrière, où se situe l'Arche Sainte, et décorée d'une fenêtre semi-circulaire  avec trois étoiles de David  directement au-dessus. À l'arrière du toit, côté sud, se trouve une cheminée en briques. Sur les deux façades latérales, cinq fenêtres à guillotine avec imposte à arc en lancette avec une étoile de David en  verre coloré dans le remplage, entouré de verre opaque.  
Le sous-sol est éclairé par des fenêtres à guillotine. Dans le coin sud-ouest du bâtiment, une entrée en avancée permet d'y accéder. Dans le coin sud-est, se trouve la première pierre avec la date de construction du bâtiment.  

### Intérieur du bâtiment
Du porche, une double porte à panneaux vitrés permet d'accéder à un petit vestibule qui ouvre sur la grande salle de prière. Celle-ci est peu décorée, avec des murs recouverts d'un enduit blanc cassé qui montent jusqu'à un plafond voûté en berceau. La salle de prière est selon les traditions d'Europe centrale, avec la Bimah au centre et les bancs disposés sur trois côtés. L'Arche Sainte se trouve derrière la Bimah sur le mur du fond.
À partir du vestibule, deux petits escaliers permettent d'atteindre la galerie réservée aux femmes qui  s'étend vers l'arrière. Elle est de forme sinueuse, soutenue par deux colonnes cylindriques en bois. Le mur extérieur de la galerie est revêtu de panneaux rectangulaires avec de petits blocs carrés à chaque coin; le mur intérieur est mouluré. Au-dessus du vestibule, se trouve une estrade surélevée.  
Tous les planchers sont en bois dur. La Bimah et l'Arche ont leur extérieur recouvert de panneaux et leur intérieur mouluré. Les escaliers ont des  montants carrés et des balustres en bois tourné. Les bancs sont simples, terminés par des panneaux d'extrémités en bois légèrement incurvé. La lumière est fournie par un chandelier central en fer, et par quatre lanternes suspendues, des appliques murales et des éclairages décoratifs sur la Bimah et sur l'estrade de l'Arche.   
Le sous-sol aménagé est utilisé comme vestiaire. Il possède un toit de métal repoussé, et une cloison centrale. Une partie est légèrement surélevée.  

## Esthétique
Le bâtiment de la synagogue reflète la double influence des origines d'Europe de l'Est de ses fondateurs et des églises protestantes locales, avec quelques autres caractéristiques communes aux autres synagogues construites dans le Comté de Sullivan (New York) à cette époque. À l'extérieur, les deux petites tourelles sur la façade sont une réminiscence en miniature des tours, habituelles sur les synagogues d'Europe de l'est. L'avancée en dessous de ces tourelles et le la rose colorée rappellent aussi ces traditions. Il en est de même de l'entrée surélevée avec un large perron conduisant à l'entrée que l'on retrouve dans de nombreuses synagogue du county. Par contre, le toit à pignon à forte pente et les fenêtres à arc brisé ne sont pas des caractéristiques habituelles dans les synagogues et s'inspirent de la tradition des lieux de culte des anciennes églises baptistes et presbytériennes dans les Catskills. 
Cette double influence est aussi fortement mise en évidence à l'intérieur. La disposition de la salle de prière, avec la Bimah au centre, reflète encore la tradition orthodoxe juive d'Europe de l'Est, où la lecture de la Torah et les prières étaient effectuées par la communauté entière et non comme ce qui se pratique le plus souvent actuellement dans les offices réformés, où les prières et la lecture de la Torah sont l'apanage de l'officiant. Tandis que l'intérieur austère, sans décoration, et le toit à voûte en berceau évoque les églises protestantes rurales. Seuls l'étoile de David et les vitraux colorés indiquent que nous sommes dans une synagogue. On ignore si l'absence de décorations est une influence des traditions protestantes locales ou simplement due à un manque de moyens.             
Selon la coutume locale, le bâtiment est orienté perpendiculairement à la route. Ceci est en opposition avec la tradition orthodoxe, où l'Arche Sainte doit être située à l'arrière du bâtiment et orientée vers Jérusalem. La synagogue Agudas Achim aurait dû être orientée en sens inverse.

## Historique
La synagogue Agudas Achim  se consacre au spectre complet des Juifs des Catskills. Fondée par des Juifs d'origine différente et de tendances religieuses différentes, elle est devenue orthodoxe, bien que tous ses membres ne le soient pas. Parallèlement à l'industrie touristique dans le County de Sullivan, elle commence à décliner après la Seconde Guerre mondiale, quand d'autres opportunités de vacances se sont développées pour la clientèle juive de la région. Une affiliation formelle au judaïsme réformé a permis d'inverser ce déclin. 

### De 1882 à 1972: Développement et déclin
L'établissement de Juifs dans la région de Livingston Manor commence en 1882, quand la compagnie de chemin de fer, connue à l'époque sous le nom de New York and Oswego Midland Railroad y construit un dépôt.  Ceci permet aux fermiers locaux  d'expédier leur production à New York. Quelques Juifs allemands décident alors de s'installer dans les Catskills en développant des fermes laitières. Le train permet aussi aux résidents des grandes villes de quitter l'été la chaleur étouffante des villes et de se rendre dans l'arrière pays. Quelques fermiers et résidents décident d'accueillir ces vacanciers, mais beaucoup refusent les Juifs comme hôtes .
Dans les années  1900, avec une nouvelle vague d'émigration de Juifs en provenance d'Europe de l'Est, de nouvelles stations touristiques commencent à s'intéresser spécifiquement à la clientèle juive. La première famille juive s'installe à Livingston Manor en 1906 et le premier centre de villégiature juif  ouvre deux ans plus tard. Pendant les premières années, l'antisémitisme est patent chez les résidents locaux, qui surnomment ces Juifs des kikes.  Un des premiers actes officiels de la petite communauté juive de ce hameau est l'achat groupé en 1912, d'un terrain comme cimetière, car aucun cimetière existant n'accepte l'inhumation de Juifs.
Dans les années 1920, les Juifs représentent environ 10 % de la population locale, et jouent un rôle important dans la vie publique, atténuant l'animosité. La communauté est suffisamment importante pour qu'une école s'ouvre, dirigée par le Cercle des travailleurs, connu à l'époque par son nom yiddish, l'Arbeter Ring. Elle comporte quatre classes et est utilisée aussi pour accueillir des évènements sociaux et quelques offices religieux. Jusqu'alors, la majorité des résidents juifs est peu religieuse et ne manifeste son identité juive qu'à travers des évènements culturels. 
Au début de la décennie cependant, les nouveaux arrivants juifs à Livingston Manor sont plus attachés à leur foi ainsi qu'à leur culture, et ces nouveaux émigrants commencent à célébrer des offices pour les grandes fêtes, dans un pavillon loué, au bord de la Willowemoc Creek, à l'endroit où se situe actuellement le lycée de Livingston Manor.  En 1922, les Juifs les plus religieux prennent le dessus au sein de la communauté, à la suite du départ de membres de l'Arbeter Ring, et  fondent la congrégation Agudas Achim. Ils achètent un terrain et un des rares Juifs orthodoxes de la ville, Izzy Brooks, construit la synagogue qui est inaugurée deux ans plus tard en 1924.
Elle est aussi soutenue par les Juifs les plus séculaires, mais l'école fondée par l'Arbeter Ring est obligée de fermer. La synagogue observe les rites traditionnels et est considérée comme orthodoxe, bien qu'elle n'ait jamais été affiliée formellement à un groupe de synagogues orthodoxes. Les fermiers et les propriétaires d'hôtel de la communauté, dont certains habitent à grande distance de la ville, se rendent en voiture à la synagogue le chabbat, mais la gare discrètement à distance, avant de terminer leur chemin à pied vers la synagogue, afin de maintenir l'apparence de suivre la loi juive.
Les Juifs de Livingston Manor et leur synagogue prospèrent durant la Grande Dépression, à la suite d'un afflux estival de travailleurs du textile de la classe moyenne. En raison de leur syndicalisation nouvelle, ils peuvent s'offrir des vacances d'été dans des stations de montagne juive. Cette affluence croissante va se retourner contre les Catskills dans les années 1950, quand ces mêmes Juifs et leur descendance vont être capables de s'acheter des habitations suburbaines et de se payer des vacances ailleurs. Les Juifs commencent alors à quitter le village, et en 1972, la synagogue Agudas Achim n'est ouverte que pendant les Grandes fêtes, et commence à se dégrader.

### De 1973 à nos jours: affiliation à la Réforme et  renaissance
La congrégation décroit jusqu'à 35 membres, et son bureau commence à étudier la possibilité de devenir une synagogue conservative ou réformée. En 1981, elle commence à engager des rabbins réformés, y compris des femmes, pour conduire les offices et plusieurs années après, de nouveaux membres se joignent aux anciens pour former un comité de revitalisation. En 1984, après que plusieurs anciens membres, hostiles à la réforme, se soient retirés en Floride, la congrégation devient officiellement réformée.
Le président de la communauté, Leon Siegel, investit les fonds de la Société d'aide féminine des années 1960 pour créer un fonds de dotation pour aider au paiement des réparations et de la maintenance de la synagogue.
En 1990, la synagogue engage un rabbin attitré, qui officie une fois par mois. Deux ans plus tard, elle célèbre sa première Bar Mitzvah depuis 1971. 
En 1999, la communauté atteint 105 familles, soit le nombre de membres le plus élevé jamais atteint. Elle tient des offices chaque semaine tout au long de l'année, même si certains Juifs de Livingston Manor passent les hivers en Floride,  et elle ouvre un Talmud Torah où les enfants reçoivent un enseignement religieux .  En 2008 cinq de ses élèves célèbrent leur Bar ou Bat Mitzvah, un nombre important pour une petite synagogue. La synagogue est affiliée à l'Union pour le judaïsme réformé.